# The Arab (pel·lícula de 1924)
 The Arab és una pel·lícula estatunidenca dirigida per Rex Ingram, estrenada el 1924.

## Argument
Jamil (Ramon Novarro) és soldat de les forces beduïnes de defensa en el transcurs d'una guerra entre Síria i Turquia. Després d'haver desertat del seu regiment, troba, en un poble llunyà, un orfenat portat per dos missioners americans, el Dr. Hilbert (Jerrold Robertshaw) i la seva filla Mary (Alice Terry).
El poble és atacat pels turcs, i el seu cap, preocupat per agradar als invasors, té la intenció de lliurar-los els orfes que massacraran; dissimula aquest projecte pretenent preparar-se per fer marxar els nens per a Damasc per a la seva seguretat.
Els Beduïns arriben al lloc, i revelen que Jamil és el fill del cap de tribu; ara bé aquest últim acaba de morir, cosa que fa de Jamil el nou cap de la tribu, una pesada responsabilitat. Amb perill de la seva vida, intenta salvar els nens. Acaba vencent els turcs i el cap de poble, i conquerint Mary.

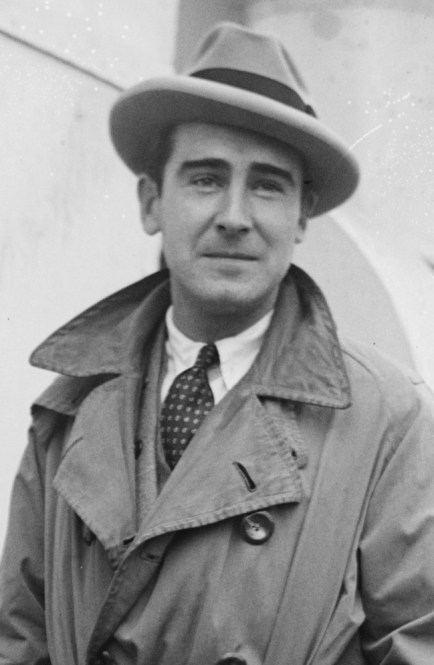
Rex Ingram, el director

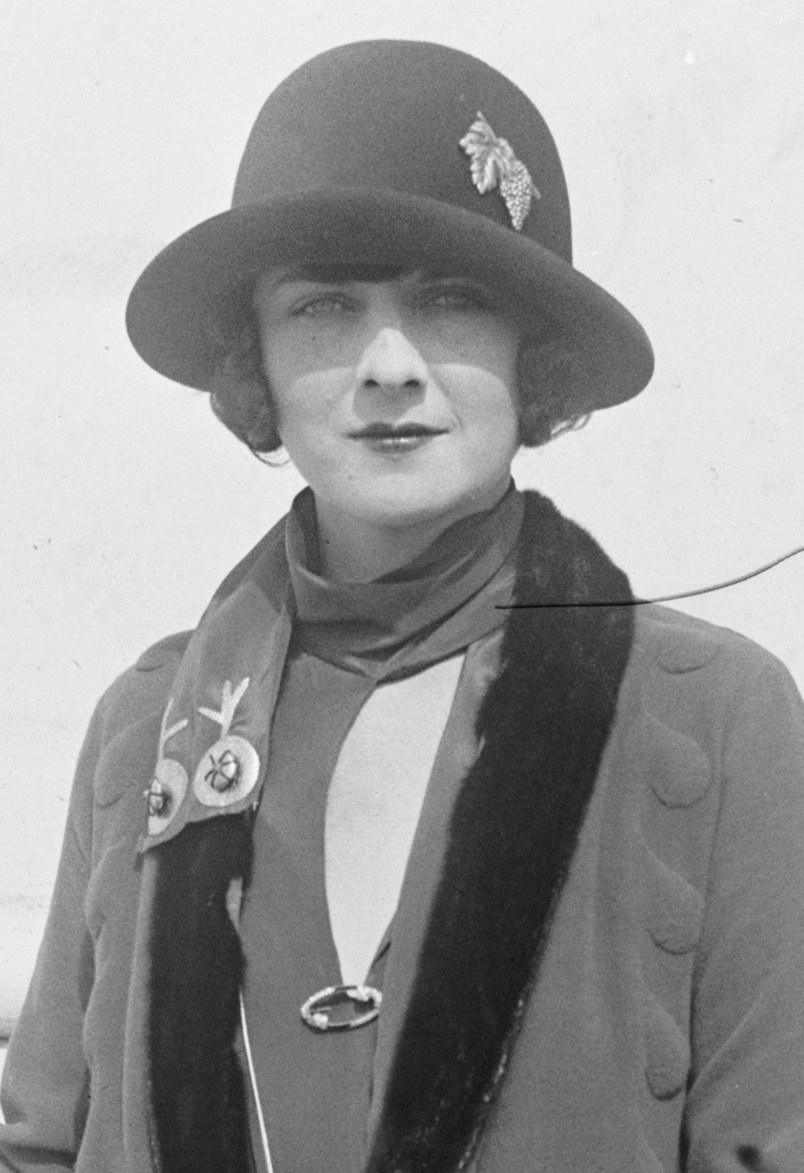
Alice Terry fa el paper de Mary Hilbert

## Repartiment
- Ramón Novarro: Jamil Abdullah Azam
- Alice Terry: Mary Hilbert
- Max Maxudian: el governador
- Jean de Limur: Hossein
- Paul Vermoyal: Iphraim
- Adelqui Migliar: Abdullah
- Florica Alexandresco: Oulad Nile
- Justa Uribe: Myrza
- Jerrold Robertshaw: Dr. Hilbert
- Giuseppe di Campo: Selim
- Paul Franceschi: Marmount
- Giuseppe di Campo: Selim

## Crítica
- Variety, 16 de juliol de 1924:

| « | Es tracta de la millor de totes les pel·lícules de xeics. Al seu paper de xeic, Novarro està genial. Encara que es tracti en certa manera d'una pel·lícula «sexual», pot ser recomanada pels instituts | » |

## Al voltant de la pel·lícula
- L'actriu principal Alice Terry és la dona del director Rex Ingram.